# 罗克林 (加利福尼亚州)
罗克林（英語：Rocklin），是美国加利福尼亚州普莱瑟县下属的一座城市。建市于1893年2月24日，面积大约为19.54平方英里（50.6平方公里）。根据2010年美国人口普查，该市有人口56,974人。